# Vargem Grande do Rio Pardo
Vargem Grande do Rio Pardo là một đô thị thuộc bang Minas Gerais, Brasil. Đô thị này có diện tích 494,089 km², dân số năm 2007 là 4703 người, mật độ 10 người/km².